# 安德斯·约翰·莱克塞尔
安德斯·约翰·莱克塞尔（瑞典語：Anders Johan Lexell；1740年12月24日—1784年12月11日），芬蘭瑞典族天文学家、数学家和物理学家。其一生大部分时间在俄罗斯帝国度过，在当地其俄语名为安德烈·伊万诺维奇·莱克塞尔（俄语：Андрей Иванович Лексель）。
莱克塞尔在多边形几何学和天體力學方面有着重大发现。《法國大百科全書》称莱克塞尔是当时杰出的数学家，其为球面三角學贡献了新颖有趣的解法，并以此为基础研究彗星和行星运动。球面三角學中的莱克塞尔定理即以他的名字命名。莱克塞尔是彼时俄羅斯科學院最多产的院士之一，在此工作的16年中发表论文共66篇。

## 更多阅读
- Stén, Johan C.-E. (2015): A Comet of the Enlightenment: Anders Johan Lexell's Life and Discoveries. Basel: Birkhäuser. ISBN 978-3-319-00617-8